# دریاچه کیر
دریاچه کیر (به فرانسوی: Lac Kir) دریاچه‌ای مصنوعی در جنوب غربی شهر دیژون فرانسه است. رودخانه اوش از این دریاچه می‌گذرد. ساخت این دریاچه در سال ۱۹۶۴ میلادی به اتمام رسید و نام شهردار سابق دیژون، فلیکس کیر (۱۸۷۶ - ۱۹۶۸)، را روی آن گذاشتند.